# Мамоново
Мамоново (рос. Мамоново; до 1947 — Гайлігенба́йль, нім. Heiligenbeil, лит. Šventapilė, пол. Święta Siekierka, Świętomiejsce) — прикордонне з Польщею місто районного підпорядкування в Калінінградській області Російської Федерації. З 2004 року є адміністративним центром Мамоновського міського округу.
Місто розташоване приблизно за 5 км від кордону з Польщею, поблизу Віслинської затоки, у безпосередній близькості від місця, де річка Витушка впадає у річку Мамоновка (Банувка, пол. Banówka). На південь від міста розташований автомобільний пункт пропуску через кордон Мамоново - Гроново, а також нещодавно відкритий перехід Мамоново II - Брязкальця і залізничний Мамоново - Бранево.
Населення — 8075 осіб (2015 рік).

## Назва
Стара німецька назва — Гайлігенбайль — означає «Священна сокира». Мова йде про сокиру, якою, за переказами, був зрубаний священний дуб, що ріс на місці міста і служив об'єктом поклоніння прусів.

## Географія
Місто розташоване недалеко від узбережжя Калінінградської затоки Балтійського моря, за 48 км від Калінінграда.

### Клімат
| Клімат Мамонового       | Клімат Мамонового | Клімат Мамонового | Клімат Мамонового | Клімат Мамонового | Клімат Мамонового | Клімат Мамонового | Клімат Мамонового | Клімат Мамонового | Клімат Мамонового | Клімат Мамонового | Клімат Мамонового | Клімат Мамонового | Клімат Мамонового |
| Показник                | Січ.              | Лют.              | Бер.              | Квіт.             | Трав.             | Черв.             | Лип.              | Серп.             | Вер.              | Жовт.             | Лист.             | Груд.             | Рік               |
| Середня температура, °C | −3,2              | −2,5              | 1,0               | 6,1               | 11,8              | 15,5              | 17,0              | 16,7              | 12,9              | 8,3               | 3,3               | −0,7              | 7,2               |
| Днів з опадами          | 12                | 9                 | 9                 | 7                 | 8                 | 9                 | 10                | 10                | 12                | 11                | 14                | 13                | 124               |
| ----------------------- | ----------------- | ----------------- | ----------------- | ----------------- | ----------------- | ----------------- | ----------------- | ----------------- | ----------------- | ----------------- | ----------------- | ----------------- | ----------------- |
| Джерело: www.yr.no      |                   |                   |                   |                   |                   |                   |                   |                   |                   |                   |                   |                   |                   |

## Історія
Місто було засноване 1301 року на місці дерев'яної прусської фортеці під назвою Гайлігенштадт («священне місто»). У 1344 році назву міста було змінено на Гайлігенбайль (нім. Heiligenbeil), звідси і польська назва пол. Święta Siekierka — «Свята Сокира», проте закінчення «beil» може походити зі старопруського «Bil», що означає «село» або «замок».
У 1349 у місті була зведена церква.
Після адміністративної реформи Східної Пруссії, з 1819 у Гайлігенбайлі розмістилася штаб-квартира округу (Landkreis).
З 1895 року в місті діяла фабрика Ostdeutschen Maschinenfabrik, що виробляла сільськогосподарські машини та інструменти. У 1900 році в місті проживало 3800 осіб, що займалися, зокрема, роботою в текстильній та металургійній промисловостях; у 1939 році населення міста становило 12 100 жителів.
У 1947 році місто було перейменоване на честь Героя Радянського Союзу підполковника Миколи Мамонова (1919—1944), який командував 331-м стрілецьким полком, що брав участь у боях за це місто.
У лютому і березні 1945 року місто було ареною запеклих боїв між військами радянського 3-го Білоруського Фронту і німецькою 4-ю Армією, що захищала доступ до порту, з котрого вели евакуацію морським шляхом. В результаті боїв місто було майже повністю знищене, разом з готичною парафіяльною церквою XIV століття і ратушею у стилі класицизму. 25 березня 1945 місто було здобуто військами Радянської армії.
Відновлене після війни місто знаходиться трохи західніше свого довоєнного розташування. На південь від міста є кладовище німецьких солдатів, загиблих під час боїв за місто (4700 осіб).

## Населення
Національний склад населення:
- росіяни — 86,7 %;
- білоруси — 3,8 %;
- українці — 3,7 %;
- німці — 1,2 %;
- вірмени — 0,4 %;
- татари — 0,4 %;
- мордва — 0,4 %;
- азербайджанці — 0,3 %;
- чуваші — 0,3 %;
- литовці — 0,3 %;
- поляки — 0,3 %;
- лезгини — 0,3 %;
- решта — 1,9 %.

## Транспорт
У Мамоновому розташована однойменна залізнична станція Калінінградської залізниці. Ця станція належить до залізничної лінії Калінінград — Мамоново (польський кордон).
У Мамоново розташований прикордонний перехід (залізничний і автотранспортний).